# 2019年のフランス
2019年のフランス （2019ねんのフランス）では、2019年のフランスに関する出来事について記述する。

## 国家元首等
- 共和国大統領
  - 第25代: エマニュエル・マクロン （共和国前進、2017年5月14日 - ）
- 首相
  - 第23代: エドゥアール・フィリップ （共和党、2017年5月15日 - 2020年7月3日）

## できごと

### 2月
- 2月22日 - 第44回セザール賞の授賞式[1]。作品賞は、グザヴィエ・ルグラン監督『ジュリアン』。

### 4月
- 4月15日 - パリのノートルダム大聖堂で大規模な火災が発生[2]。

### 5月
- 5月14日-25日 - 第72回カンヌ国際映画祭[3][4]。パルム・ドールは、ポン・ジュノ監督『パラサイト 半地下の家族』[4]。